# TMC-310911
TMC-310911（也称ASC-09）是一种最初被研究用于治疗HIV/AIDS的抗病毒药物。它是一种蛋白酶抑制剂，与达芦那韦有关。尽管TMC-310911在开发后，其最终用途不是用于治疗艾滋病，但对于其它病毒性疾病的治疗研究仍在进行。它在2020年3月进入了COVID-19治疗的临床试验阶段。